# دينا ليتوفسكي
دينا ليتوفسكي (مواليد 1979) هي مصورة أوكرانية المولد تعيش في مدينة نيويورك منذ عام 1991.

## النشأة والتعليم
ولدت ليتوفسكي في دونيتسك، أوكرانيا. انتقلت إلى مدينة نيويورك عام 1991، حيث درست علم النفس في جامعة نيويورك. في عام 2010، حصلت على درجة الماجستير في التصوير الفوتوغرافي من مدرسة الفنون المرئية في نيويورك.

## التصوير
ظهرت أعمالها في نيويورك تايمز، ناشيونال جيوغرافيك، مجلة نيويورك، فوتو ديستريكت نيوز، إسكواير، النيويوركر، وايرد.
تم اختيار ليتوفسكي لقائمة فوتو ديستريكت نيوز لأفضل 30 مصورًا جديدًا وناشئًا لمشاهدته في عام 2014. في عام 2020، فاز ليتوفسكي بجائزة نانين، وهي جائزة ألمانية للتصوير الوثائقي.
يمكن وصف عمل ليتوفسكي بعلم الاجتماع المرئي وباعتباره توثيقًا للديناميات الاجتماعية للثقافة الأمريكية. [13] غالبًا ما تركز على الثقافات الفرعية وفكرة الترفيه.
سلسلتها مدينة الظلام هي صورة سينمائية متأثرة بإدوارد هوبر لمدينة نيويورك أثناء جائحة فيروس كورونا. وقد تم وصف هذا العمل بأنه «صور محيرة لنيويورك في حالة من الإغلاق.».

## روابط خارجية
- الموقع الرسمي